# Pınarbaşı, Gördes
Pınarbaşı là một xã thuộc huyện Gördes, tỉnh Manisa, Thổ Nhĩ Kỳ. Dân số thời điểm năm 2011 là 105 người.